# Hans von Schönfels

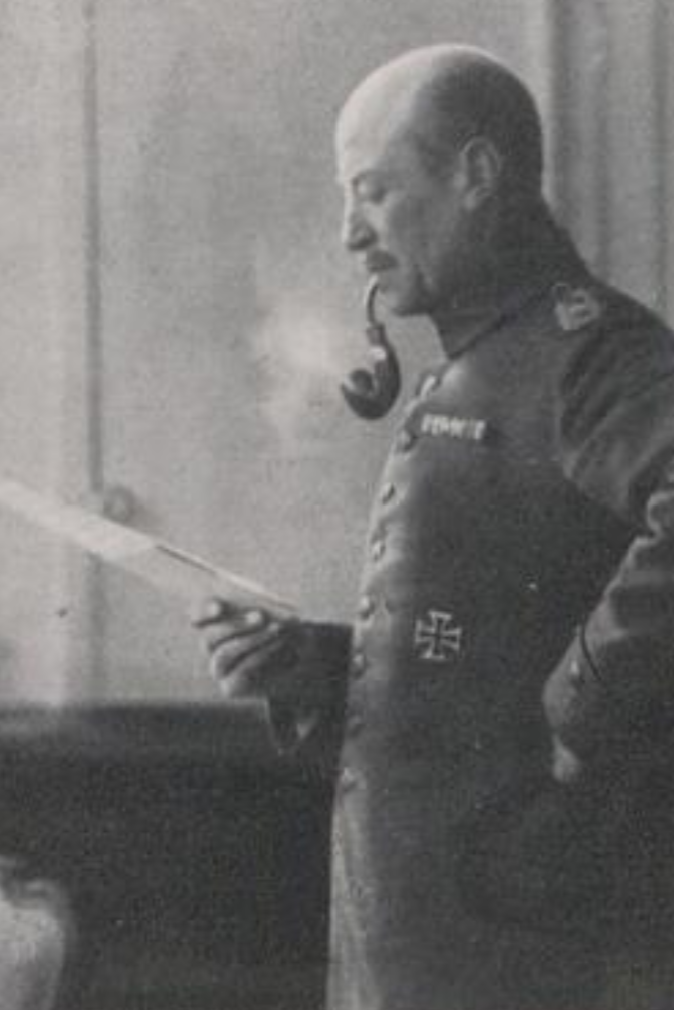
Hans von Schönfels

Hans Philipp Eduard von Schönfels (* 16. August 1867 in Ruppertsgrün; † 29. Januar 1946) war ein sächsischer Offizier und Generalmajor der Reichswehr.

## Leben

### Herkunft und Familie
Hans von Schönfels entstammte einem aus der Markgrafschaft Meißen stammenden Uradelsgeschlecht Schönfels, dessen Stammhaus mit der gleichnamigen Burg Schönfels (bei Zwickau) und dem Ort Schönfels im Jahr 1225 erstmals urkundlich genannt wird. Er war Sohn des Woldemar von Schönfels (* 1825 in Ruppertsgrün; † 1883 in Mittenwald an der Isar) und dessen Ehefrau Marie von Beulwitz (* 1830 in Schwand). Hans hatte sieben Geschwister, darunter sechs Schwestern. Er hatte mindestens einen Sohn, Friedrich-Christian.

### Militärische Karriere
Hans von Schönfels besuchte den sächsischen Kadettenkorps und trat am 1. April 1886 als Fahnenjunker in das 1. Königlich-Sächsische Feld-Artillerie-Regiment Nr. 12 ein. Am 19. November desselben Jahres wurde er zum Fähnrich bei der 5. Batterie des Regiments ernannt. Am 27. September 1887 avancierte er zum Leutnant bei der 8. Batterie des Regiments. 1889 wurde er in die 4. Batterie und schon im nächsten Jahr in die 8. Batterie des Regiments versetzt. Er wurde am 18. September 1893 zum Oberleutnant befördert und verbracht die weiteren Jahre in verschiedenen Batterien im Regiment. Nachdem er am 1. Oktober 1899 zum Hauptmann ohne Patent ernannt wurde, wurde er Batteriechef der 2. Batterie im 7. Königlich-Sächsischen Feld-Artillerie-Regiment Nr. 77. Das Patent zum Hauptmann erhielt er am 29. März 1900. 1901 wurde er Batteriechef im 8. Königlich-Sächsischen Feld-Artillerie-Regiment Nr. 78. Er diente ab 1906 beim Stabe des Regiments und wurde am 16. Juli 1908 zum Major ohne Patent ernannt.
Am 11. Juli 1910 wurde er zum Major befördert und zum Abteilungskommandeur der II. Abteilung des 8. Feld-Artillerie-Regiment Nr. 78 unter dem Regimentskommandeur Oberstleutnant Charles Garke ernannt. 1913 wurde er als etatsmäßiger Stabsoffizier dem Stabe des Regiments zugeteilt. Nach Ausbruch des Ersten Weltkrieges wurde er Kommandeur der Etappen-Munitions-Verwaltung bei der Etappen-Inspektion der 3. Armee. Am 17. September 1914 wurde er als Nachfolger von Oberst Walter Bolze mit der Führung des Königlich-Sächsischen Feld-Artillerie-Regiment Nr. 77 beauftragt. Am 31. Dezember 1914 wurde er in seiner Position bestätigt. Er konnte sich als Regimentskommandeur bei den Kämpfen an der Westfront westlich bei Lille deutlich auszeichnen und wurde deshalb am 15. Februar 1915 mit dem Ritterkreuz des Militär-St.-Heinrichs-Ordens ausgezeichnet. Am 15. Juli 1915 wurde er zum Oberstleutnant befördert. Am 18. Februar 1917 wurde er zum Artilleriekommandeur der 24. Division (2. Königlich Sächsische) ernannt. Bei den Kämpfen im Abschnitt Wytschaete vom 8. August bis zum 10. Oktober 1917 vollzog sich die Kampfhandlung zum Teil im Rahmen eines mit äußerster Erbitterung und Zähigkeit durchgeführten Artilleriekampfes. Für die Artillerie der Division kam es infolge des eigenartigen Verlaufes der vordersten Linie vor allem darauf an, auch flankierend auf die Nebenabschnitte zu wirken. Das erforderte ein tadelloses Arbeiten der Nachrichten- und Befehlsübermittlung. Hans von Schönfels war mit der Einrichtung dieser beauftragt und konnte sich als vorbildlicher Artilleriekommandeur – ihm unterstanden zeitweise 40 Batterien – deutlich bewähren. Er hat auf seiner ständig beschossenen Gefechtsstelle und in seinen Batterien eine hervorragende Tätigkeit entwickelt, schnelle, verantwortungsreiche Entschlüsse gefasst, und wurde deshalb am 15. November 1917 mit dem Kommandeurkreuz II. Klasse des Militär-St.-Heinrichs-Ordens ausgezeichnet.
Nach Kriegsende wurde er in die vorläufige Reichswehr übernommen und zunächst als Artillerieführer der Reichswehr-Brigade Nr. 19 verwendet. Nach weiterer Übernahme in die Reichswehr wurde er am 1. Oktober 1920 unter gleichzeitiger Beförderung zum Oberst als Artillerieführer IV in Dresden verwendet. In viereinhalbjähriger Tätigkeit konnte er sich gute Verdienste im Aufbau seiner Waffe leisten. Am 31. Januar 1925 wurde er mit dem Charakter eines Generalmajors aus dem aktiven Heeresdienst verabschiedet.